# AV-TM 300
L'AV-TM 3003 Tactical Missile o MTC-300 (Míssil Tático de Cruzeiro) è un missile da crociera brasiliano che Avibras sta sviluppando per il sistema Astros 2020, dovrebbe essere un'alternativa meno costosa all'americano Tomahawk.4

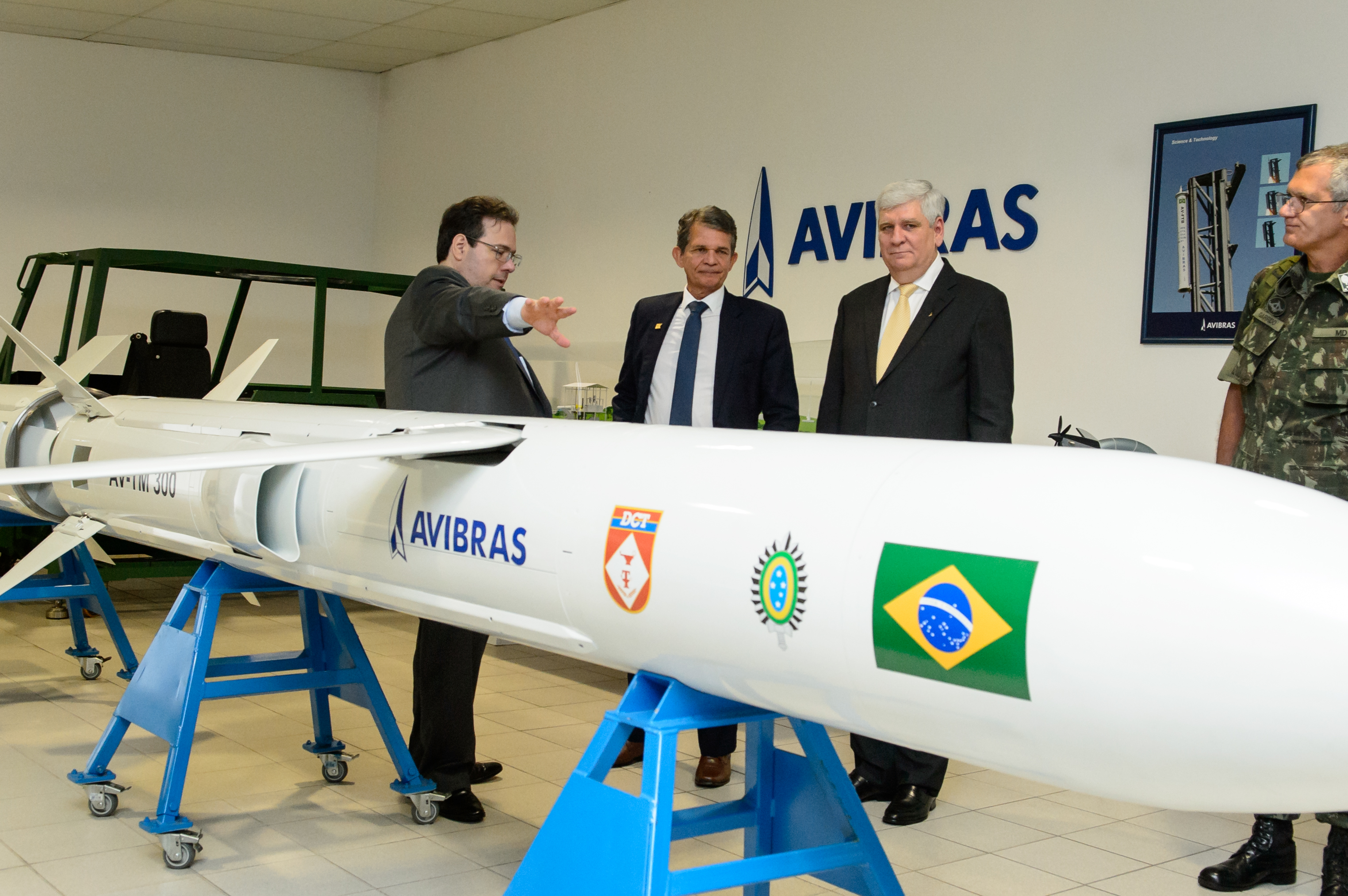
Ministro della difesa del Brasile in visita alla fabbrica AVIBRAS.

Il missile è dotato di un computer centrale che combina un giroscopio laser Ring, collegato a un dispositivo di navigazione GPS attivo che fornisce continuamente informazioni di posizionamento per correggere la rotta, ci sarà anche una versione lanciabile navale e una aeronautica.
Utilizzano razzi a combustibile solido per il lancio e un turbogetto durante il volo di crociera subsonico. Il turbogetto missilistico indigeno è una variante del Turbomachine TJ1000, sviluppato dalla società Turbomachine e utilizzato da Avibras in base a un accordo di licenza di produzione.
L'esercito brasiliano ha firmato il contratto di sviluppo e ha investito 100 milioni di R$ dal 2012, le fasi di sviluppo sono in fase di completamento entro il 2021 e hanno già circa due dozzine di lanci da campi di prova come il CLBI. La forza ha commissionato un lotto iniziale di 100 unità per equipaggiare il tuo sistema ASTROS.

## Versione aerea
L'aeronautica brasiliana (FAB) sta sviluppando una versione aviotrasportata del missile, designato come MICLA-BR (Long Range Cruzeiro Missile), è progettato per essere lanciato da aerei da combattimento, visto che è installato  di prova nella cabina centrale di un caccia F-5M della forza.